# Gareelmaker
Een gareelmaker is een ambachtsman die alle soorten paardentuig uit leder vervaardigt. Garelen, hamen en riemen behoren tot zijn voornaamste producten. Veel gareelmakers waren ook gespecialiseerd in het maken van zadels. In dat geval worden ze zadelmaker genoemd. Tot in het midden van de 20ste eeuw was de gareelmaker hoofdzakelijk op het platteland te situeren. De trekdieren die werkten op het land werd opgetuigd met een gareel waarmee het dier het tuig voorttrekt.

## Handwerk

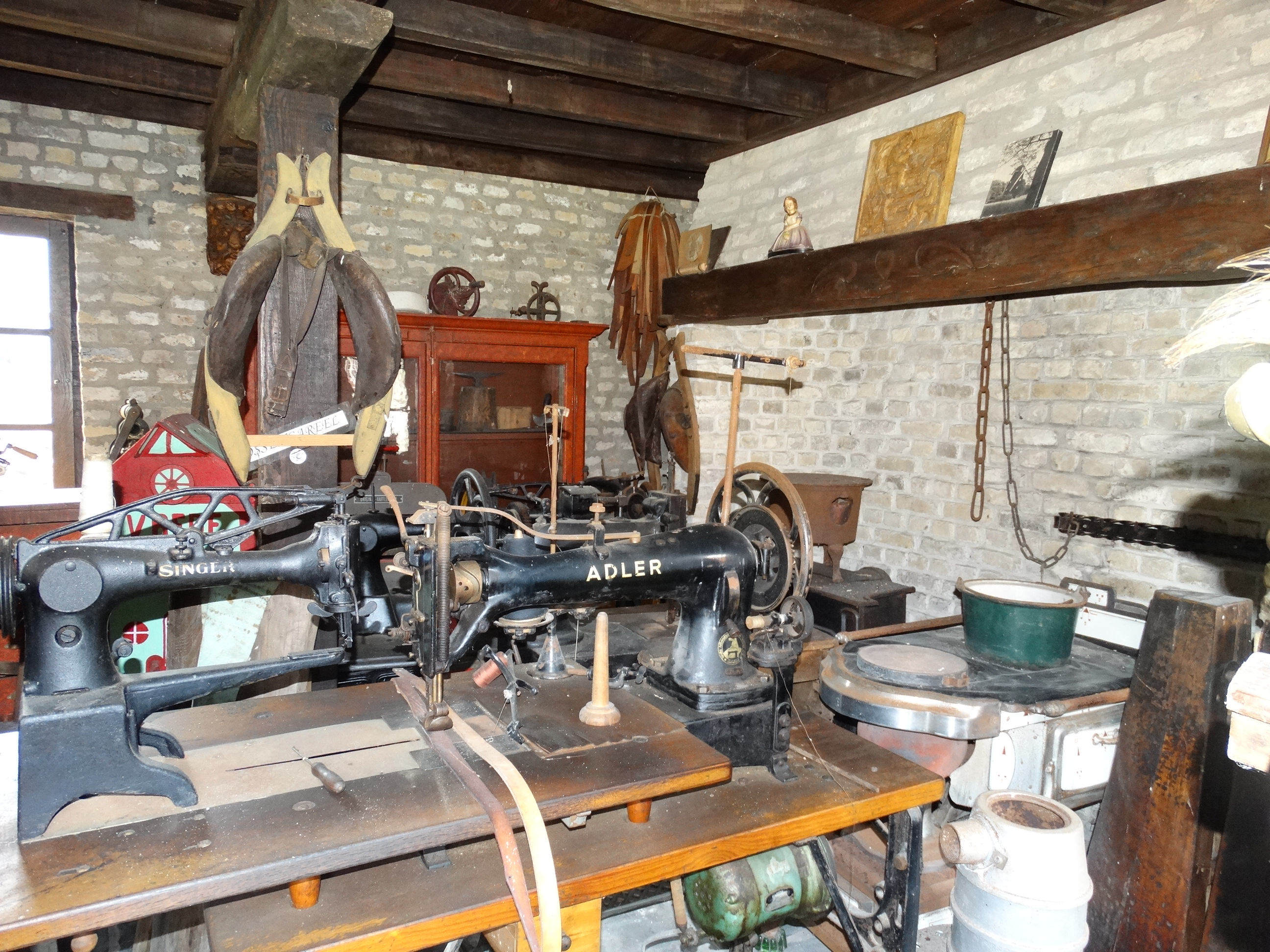
Interieur van een gareelmakerij in het Openluchtmuseum Bachten de Kupe in Izenberge/Alveringem.

Het maken van een gareel vergde precisie en was tot diep in de 20ste eeuw handwerk. De gareelmaker vormde het gareel op een gareelblok. Hij maakte daarbij gebruik van specifieke werktuigen zoals priemen (elsen), naalden, lederschaven, snijpassers... Een opmerkelijk stuk gereedschap was het maanvormig, halfrond snijmes. Voor het aan elkaar naaien van lederlappen klemde de gareelmaker het leder tussen de knieën vast met het naaispan (een 'derde' hand) om de twee handen vrij te hebben voor het naaiwerk zelf. Sinds de jaren 1950 zijn veel handelingen gemechaniseerd.

## Verschillende soorten
Het gareel verschilt naargelang het trekdier (paard, rund, ezel, hond...) en bestaat doorgaans uit twee gebogen symmetrische delen essenhout, bovenaan bijeengehouden met een lederen riem. De achterzijde is bekleed met een kussen uit leer of vilt en is opgevuld met hooi of paardenhaar. Het gareel is voorzien van trekhaken om de riemen en de strengen van het trekgetuig aan te bevestigen. Een gareelmaker beschikte over verschillende mallen (sjablonen) zodat het gemakkelijk was om meerdere, dezelfde exemplaren te maken.

## Gareelmakers in Vlaanderen
In 2013 trachtte het Vlaams Paardenloket (nu PaardenPunt Vlaanderen) een beter beeld te krijgen van het aantal ambachtelijke gareel- en zadelmakers in Vlaanderen. Na uitgebreid onderzoek werd duidelijk dat Vlaanderen toen nog 52 actieve gareel- en zadelmakers had. Een 20-tal van hen vervaardigde volledig nieuwe tuigen, garelen, zadels,… en was hier ook beroepsmatig mee bezig. Professionele zadel- en gareelmakers bleken meestal actief in bijberoep, en niet in hoofdberoep. De overigen beschouwden gareel- en zadelmakerij als een pure hobby of beperkten zich tot herstellingen en aanpassingen. Een groot deel daarvan waren ruitershops die ooit startten als ambachtelijke gareelmakerij maar in 2013 enkel nog paardentuig verkochten of herstellingen uitvoerden.
Aan vormingsinstituut Syntra is het momenteel nog steeds mogelijk om te studeren voor gareel- en/of zadelmaker. Onder meer de volgende vakken staan daarbij op het programma: basistechniek zadels maken - garelen maken, vervaardigen en herstellen van tuig (niet aangespannen) en aanpassen en herstellen van zadels.

## Gareelmakerij in erfgoedcollecties
Verschillende musea en erfgoedinstellingen bewaren vandaag erfgoed van de gareelmaker:
- Museum van het Belgisch Trekpaard in Galmaarden
- Openluchtmuseum Bachten de Kupe in Alveringem (voorzien van een volledig ingerichte gareelmakerij)
- MOT in Grimbergen
- Karrenmuseum in Essen
- Collectie Bulskampveld
- vml. Suikermuseum in Tienen (pronkgarelen[dode link] van gareel- en zadelmakerij Ponsaerts)